# Vergongheon
Vergongheon – miejscowość i gmina we Francji, w regionie Owernia-Rodan-Alpy, w departamencie Górna Loara.
Według danych na rok 1990 gminę zamieszkiwało 1725 osób, a gęstość zaludnienia wynosiła 137 osób/km² (wśród 1310 gmin Owernii Vergongheon plasuje się na 126. miejscu pod względem liczby ludności, natomiast pod względem powierzchni na miejscu 714.).